# Замостье (Оредежское сельское поселение)
Замостье — деревня в Оредежском сельском поселении Лужского района Ленинградской области.

## История
Впервые упоминается в Писцовой книге Водской пятины 1500 года, как деревня Замостье в Никольском Бутковском погосте Новгородского уезда.
Деревня Замостье упоминается на карте Санкт-Петербургской губернии Ф. Ф. Шуберта 1834 года.

ЗАМОСТЬЕ — деревня, принадлежит: коллежскому секретарю Быкову, число жителей по ревизии: 17 м. п., 20 ж. п.;

жене его Елизавете, число жителей по ревизии: 14 м. п., 12 ж. п. (1838 год)

Деревня Замостье отмечена на карте профессора С. С. Куторги 1852 года.

ЗАМОСТЬЕ — деревня господина Быкова, по просёлочной дороге, число дворов — 6, число душ — 33 м. п. (1856 год)

ЗАМОСТЬЕ — деревня, число жителей по X-ой ревизии 1857 года: 31 м. п., 34 ж. п. (из них дворовых людей — 8 м. п., 9 ж. п.)

ЗАМОСТЬЕ — деревня владельческая при колодцах, число дворов — 5, число жителей: 22 м. п., 25 ж. п.; Часовня православная. (1862 год)

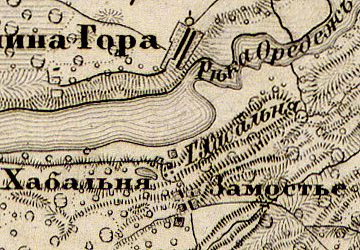
Деревня Замостье на карте 1863 года

ЗАМОСТЬЕ — деревня, согласно подворной описи 1882 года: домов — 17, душевых наделов — 23,  семей — 10, число жителей — 31 м. п., 29 ж. п.; разряд крестьян — собственники

Согласно материалам по статистике народного хозяйства Лужского уезда 1891 года, мыза Замостье площадью 408 десятин принадлежала крестьянину Новгородской губернии И. Г. Баринову, мыза была приобретена в 1883 году за 5000 рублей.
В XIX — начале XX века деревня административно относилась к Бутковской волости 1-го земского участка 1-го стана Лужского уезда Санкт-Петербургской губернии.
По данным «Памятной книжки Санкт-Петербургской губернии» за 1905 год, деревня Замостье входила в Сокольницкое сельское общество, 277 десятин земли в ней принадлежали крестьянину Ивану Григорьевичу Баринову.
По данным 1933 года деревня Замостье входила в состав Сокольницкого сельсовета Оредежского района.
По данным 1966 года деревня Замостье входила в состав Сокольницкого сельсовета Лужского района.
По данным 1973 и 1990 годов деревня Замостье входила в состав Оредежского сельсовета.
В 1997 году в деревне Замостье Оредежской волости проживали 4 человека, в 2002 году — 7 человек (все русские).
В 2007 году в деревне Замостье Оредежского СП проживали 2 человека.

## География
Деревня расположена в восточной части района, к северу от автодороги 41А-004 (Павлово — Луга).
Расстояние до административного центра поселения — 6 км.
Расстояние до ближайшей железнодорожной станции Оредеж — 3 км.
Деревня находится на левом берегу реки Оредеж у её озеровидного расширения — озера Хвойлово.

## Демография
| 1838 | 1862 | 1997 | 2007 | 2010 | 2017 |
| ---- | ---- | ---- | ---- | ---- | ---- |
| 63   | ↘47  | ↘4   | ↘2   | ↗10  | ↘7   |

## Улицы
Дубовая, Кленовый переулок, переулок Серафимы, Сиреневая, Татьянин переулок.